# كولين كاي هاتشينز
كولين كاي هاتشينز (بالإنجليزية: Colleen Kay Hutchins)‏ هي متسابقة ملكة الجمال وعارضة أمريكية، ولدت في 23 مايو 1926 في سولت ليك في الولايات المتحدة، وتوفيت في 24 مارس 2010 في شاطئ نيوبورت في الولايات المتحدة بسبب مرض.

## وصلات خارجية
- كولين كاي هاتشينز على موقع قاعدة بيانات برودواي على الإنترنت (الإنجليزية)